# اژدهای دریایی برگدار
اژدهای دریایی برگدار (به انگلیسی: Leafy seadragon) ، ماهی اقیانوسی از خانواده ی سوزن ماهیان است که همچنین شامل اسب دریایی هم می‌شود.
این ماهی در آب‌های جنوبی و غربی استرالیا زندگی می‌کند. به دلیل زائده‌های برگ مانندی که در سراسر بدن این ماهی وجود دارد نام این ماهی را ماهی اژدهای دریایی برگدار می‌نامند که از ظاهر ماهی اقتباس شده است. این زائده‌ها نیروی محرک برای ماهی نیستند، بلکه ابزاری هستند که ماهی بتواند خود را در برابر شکارچیان دریایی استتار کند. بال‌های ماهی برگدار کاملاً شفافند، این بدان معنی است که بال‌های ماهی را نمی‌توان با برگ‌های محیط زندگی اش متمایز کرد. هنگامی که بال‌ها برای بسیار آرام حرکت دادن ماهی در میان آب موج می‌خورند، درست شبیه جلبک‌های دریایی ِ در حال تکان خوردن هستند.
ماهی اژدهای دریایی برگدار بیشتر شبیه اسب دریایی است، نام اژدهای دریایی برگدار از شباهتش به موجود دیگری آمده است که در این مورد، اژدها است. برخلاف نامش (اژدها)، این ماهی‌ها یک مقدار از اسب‌های دریایی بزرگترند، و تا ۲۰-۲۴ سانتی‌متر بزرگ می‌شوند. همچنین از پلانکتونها و موجودات بسیار ریز تغذیه می‌کنند.

## تعریف

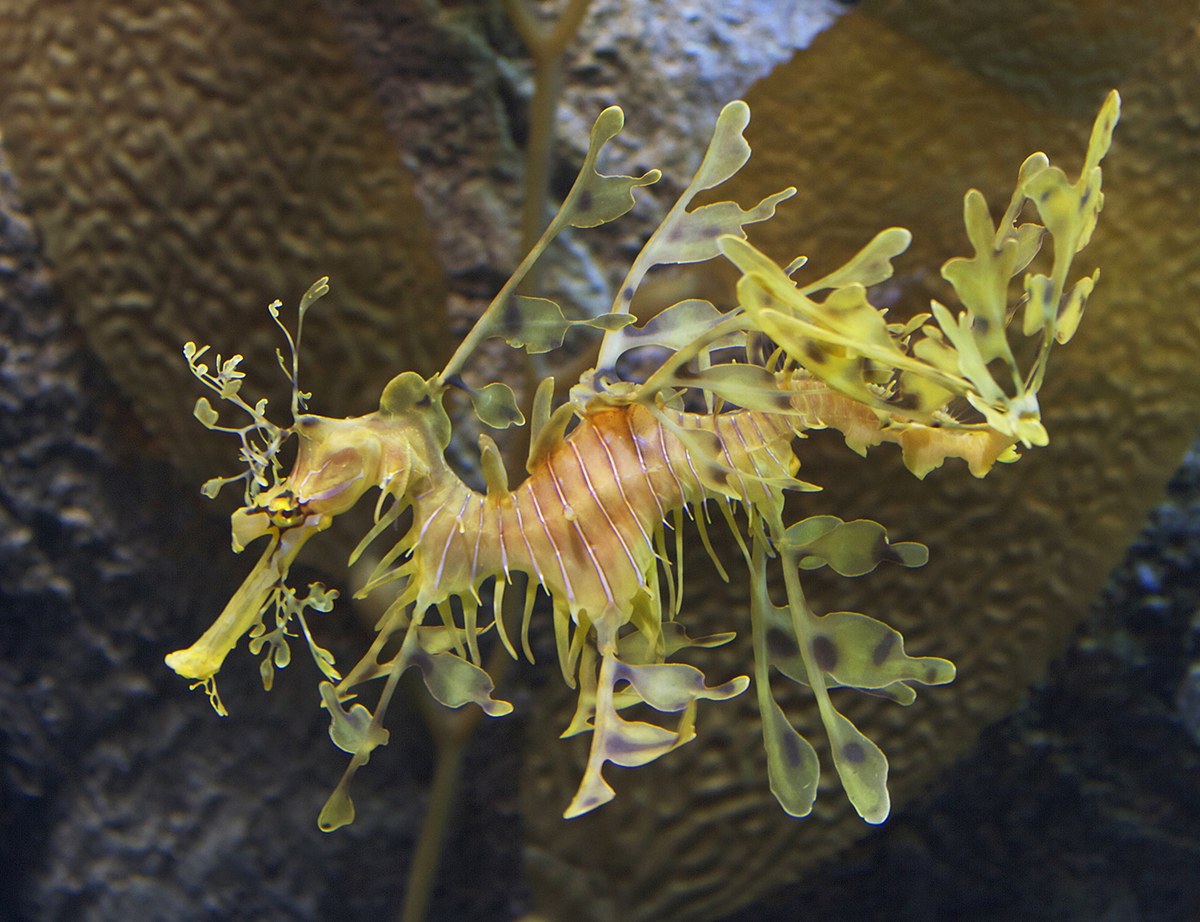
ماهی اژدهای برگدار

زوائدی که از این ماهی بیرون زده است حکم استتار را دارند که ظاهری شبیه جلبک‌های دریایی را به ماهی می‌دهند. این ماهی می‌تواند به کمک این زوائد در هنگام حرکت وانمود کند که گویی یک تکه جلبک دریایی در حال تکان خوردن در آب است. همچنین اژدهای دریایی برگدار قادر است رنگش را به منظور تطبیق با محیط تغییر دهد، که این به تغذیه، موقعیت و میزان استرسِ ماهی بستگی دارد.
این موجود دریایی توسط دهان حفره مانند کوچکش سخت پوستانی شامل دوجورپایان، میگو،پلانکتون و لاروهای ماهی را می‌بلعند.

### تولید مثل
همانند اسب آبی، جنس نر اژدهای دریایی برگدار از تخم‌ها نگهداری می‌کند. ماده حدود ۱۰۰-۲۵۰ تخم صورتی رنگ به وجود می‌آورد که آنها را توسط تخم ریزش به عقبِ نر ذخیره می‌کند.

این عکس تخم های صورتی رنگ را که در دنباله ی اژدهای دریایی نر قرار دارد را نشان می دهد

### حرکت
اژدهای دریایی برگدار با کمک بال‌های موجود در راستای سرش حرکت می‌کند که به ماهی اجازهٔ هدایت و تنظیم را می‌دهد. در حالی که پوست خارجی نسبتاً ضخیم است و باعث می‌شود تحرک این ماهی کم شود. دیده شده است که یک اژدهای برگدار بیش از ۶۸ ساعت در یک مکان مانده است. با دنبال کردن یکی از اینها نشان داده شده در یک ساعت بیش از ۱۵۰ متر حرکت کرده است.

### تهدیدها
ماهی های اژدهای دریایی برگدار در موقعیت بسیاری از تهدیدها قرار دارند که هم به صورت طبیعی و هم عمدی (توسط شکارچیان انسان) ایجاد می‌شود. این موجودات بسیار آسیب پذیرند هنگامی که تازه به دنیا آمدند و همچنین به علت حرکت بسیار کندشان شانس کمی را برای فرار از دست شکارچیان دارند. این گونه همچنین در معرض خطر آلودگی‌ها و جریان مواد آلودهٔ صنعتی نیز قرار دارند.

### زیست بوم
اژدهای دریایی برگدار فقط در جنوب استرالیا از شهر ویکتوریا تا شهر پرت دیده شده است.